# Такыр (Курчумский район)
Такыр (каз. Тақыр) — село в Куршимском районе Восточно-Казахстанской области Казахстана. Входит в состав Калжырского сельского округа. Код КАТО — 635263300.

## Население
В 1999 году население села составляло 386 человек (188 мужчин и 198 женщин). По данным переписи 2021 года, в селе проживало 136 человек (64 мужчины и 72 женщины).

## Природа
Приблизительно в 40 км от села находится известное урочище Киин-Кериш. Село расположено на Зайсанском котловине. Преобладают полупустынные ландшафты, используемые в основном в качестве пастбищ. Здесь можно встретить разные птицы и животные относящих к пустынным обитателям. Например Syrrhaptes paradoxus, Streptopelia turtur, Обыкновенный козодой .

## Галерея

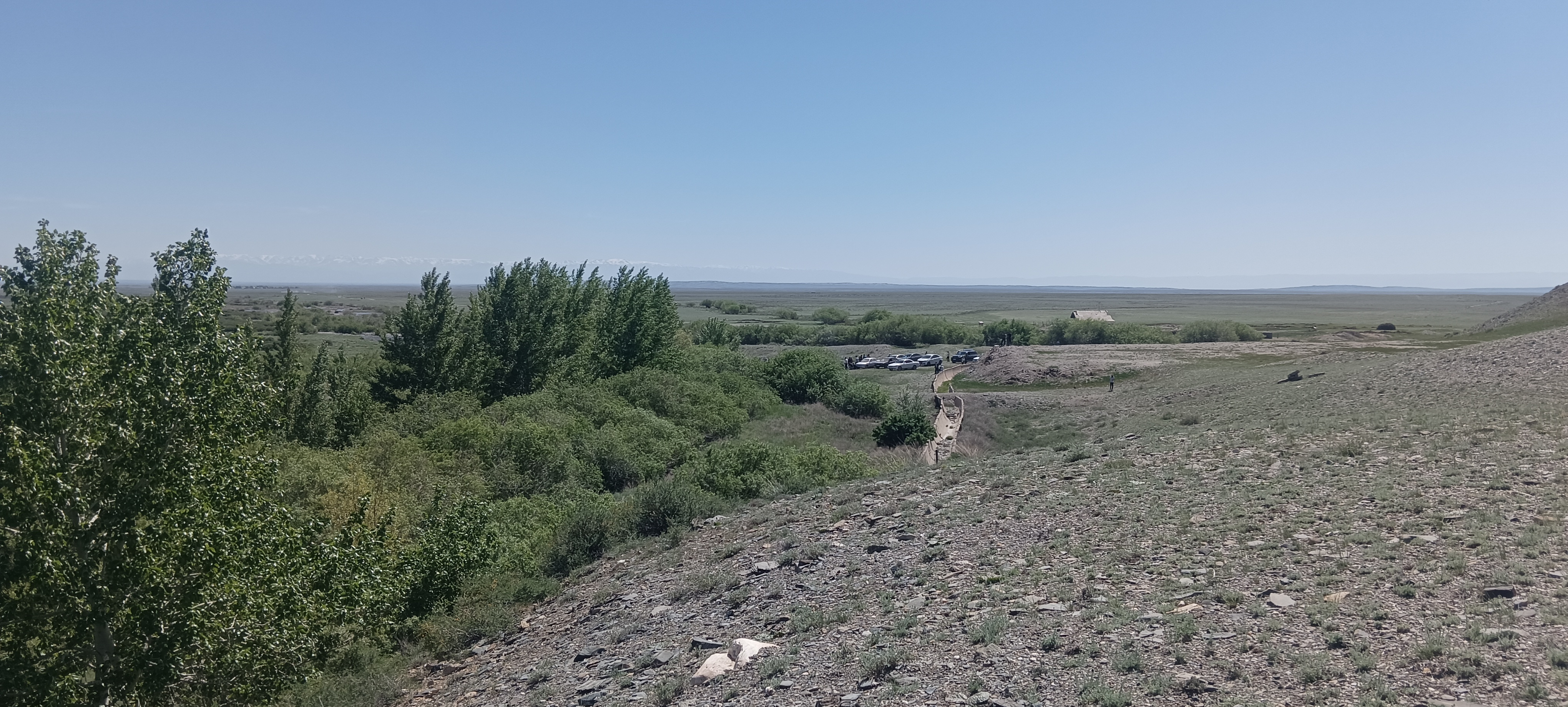
Плотина на реке Такыр

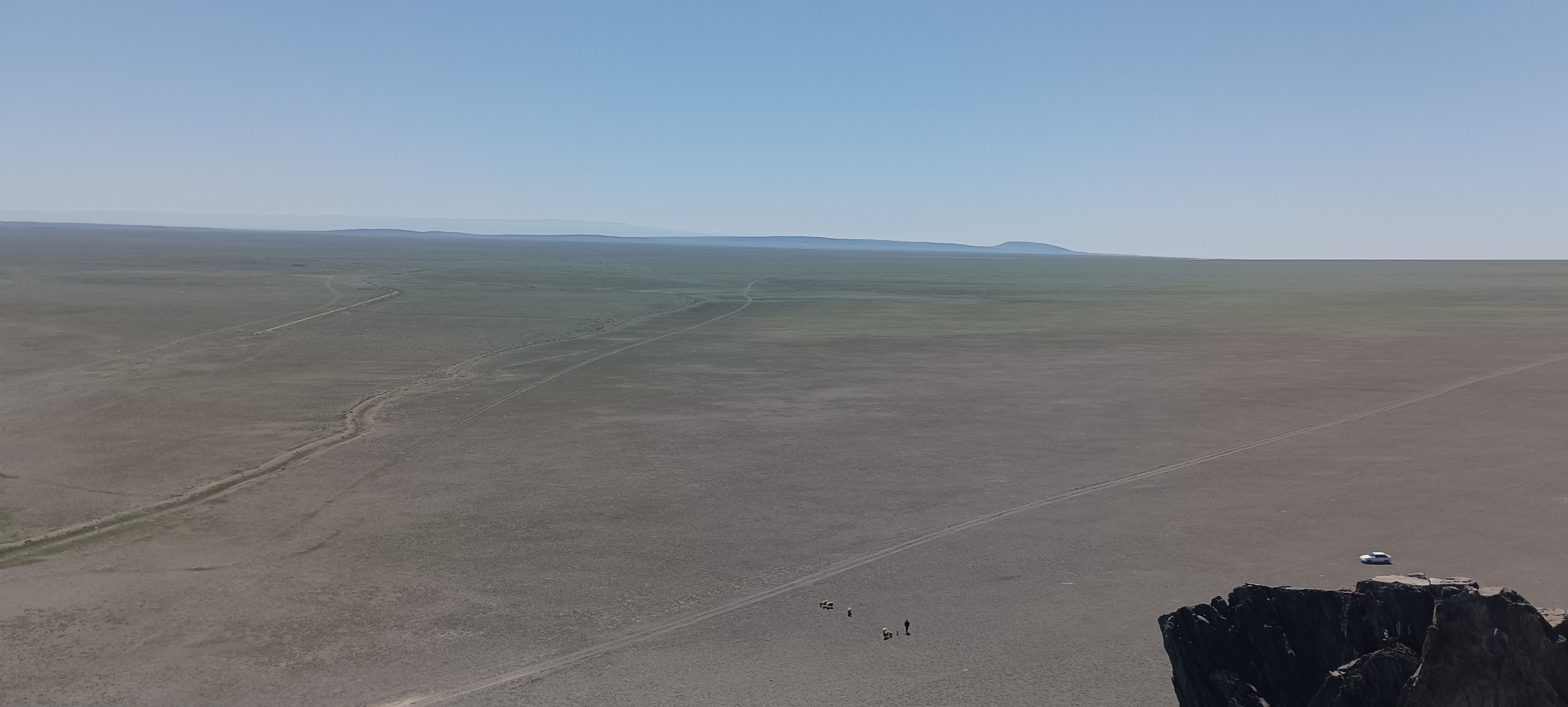
Качаган, вид с горы

Качаган, панорама

Панорама

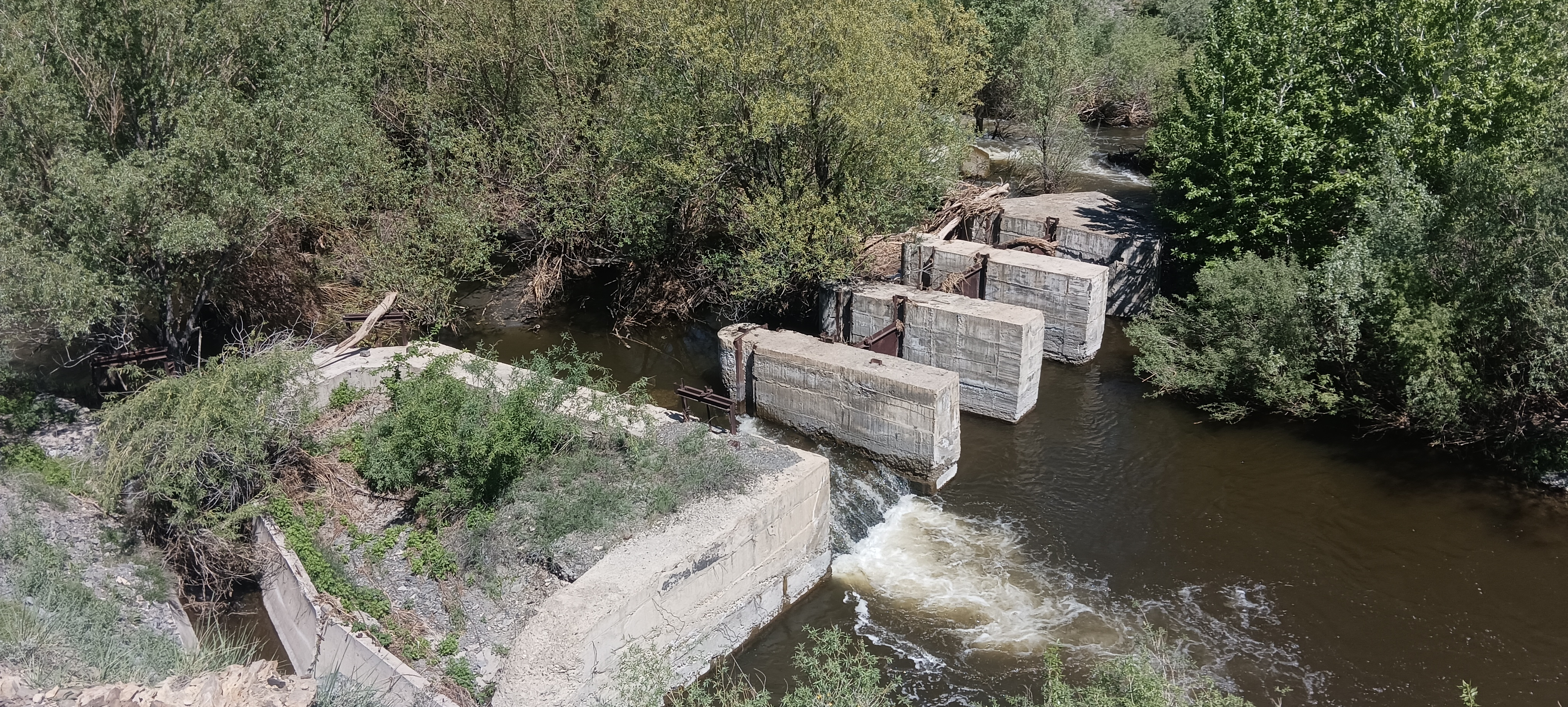
Плотина

- Село Такыр, вид с высоты